# José Antônio Soares Ribeiro
José Antônio Soares Ribeiro, primeiro e único barão de Inoã (Maricá, 28 de janeiro de 1836 — Maricá, 11 de outubro de 1906), foi um proprietário rural e nobre brasileiro.
Foi agraciado com o título de barão, nome tomado de uma localidade na Região dos Lagos, estado do Rio de Janeiro, e também nomeado cavaleiro da Imperial Ordem da Rosa.
Integrante da família Soares, importante família do Rio de Janeiro, que tem princípio em João Soares Ribeiro, que deixou numerosa descendência, na região dos Lagos, de seu casamento em 1741 com Inácia de Abreu Rangel. Eram seus pais Antônio Joaquim Soares Ribeiro e Maria Feliciana de Matos. Foi casado em primeiras núpcias a 17 de setembro de 1864, com Maria Carolina Soares Torres, filha do Barão de Itambi, falecida em 1865 em Paris, de parto, antes da concessão do título ao marido. Maria Carolina era sua prima-irmã, uma vez que a mãe desta, Restituta Soares de Azevedo, era tia paterna de José Antônio. Em segundas núpcias, casou-se a 8 de dezembro de 1885, no Rio de Janeiro, com Amélia Vasconcelos Drummond (1851 — Londres, 7 de março de 1940), baronesa de Inoã, filha do diplomata e conselheiro Antônio de Meneses Vasconcelos de Drummond, fazendeiro em Maricá, teve  três meias irmãs, pelo lado paterno: a Baronesa de Estrela, Teresa Cristina Vasconcelos de Drummond, casada a 8.12.1885 no Rio de Janeiro com José Joaquim de Maia Monteiro,1º barão de Estrela;  Narcisa de Menezes Vasconcelos de Drummond casada a 28.6.1850 no Rio de Janeiro, com António Maria Navarro Andrade e Luiza Augusta Ribeiro Monteiro Drummond,*4.12.1843, Lisboa, casada a  23.7.1861 em Lisboa, com Vicente de Barros Nunes, *9.7.1837, Lisboa, (com descendência na família Drummond Ludovice).
De seu primeiro casamento o titular só teve uma filha, Evelina Torres Soares Ribeiro, nascida em 1 de dezembro de 1865, em Paris, e falecida em 11 de janeiro de 1948, na cidade do Rio de Janeiro, e que foi casada com o diplomata, político e escritor Joaquim Nabuco.